# Alectoris philbyi
La perdiz gorginegra (Alectoris philbyi) es una especie de ave galliforme de la familia Phasianidae endémica del sur de Arabia (suroeste de Arabia Saudí y norte de Yemen). Es una especie cercanamente emparentada con la perdiz magna, la perdiz chukar, la perdiz roja y la perdiz griega. Si bien es de apariencia similar a las otras especies de perdices Alectoris, la perdiz gorginegra se distingue fácilmente por sus mejillas y garganta negras. Aunque no se encuentra en la lista de especies amenazadas, los conflictos bélicos y la destrucción de su frágil hábitat en las zonas tribales del norte de Yemen ha aumentado la preocupación en cuanto a la supervivencia de la especie.